# Павлово-Посадский район
Па́влово-Поса́дский район — упразднённая административно-территориальная единица (район) в Московской области России. С 2004 до 2017 гг. в границах района существовало одноимённое муниципальное образование (муниципальный район).
Район образован в 1929 году. Упразднён в 2017 году и преобразован в город областного подчинения Павловский Посад с административной территорией. Муниципальный район в 2017 году преобразован в городской округ Павловский Посад (с 2023 года — Павлово-Посадский городской округ).
Административный центр — город Павловский Посад.

## География
Площадь района на момент упразднения в 2017 году составляла 56 633 га. Район граничил на севере и северо-востоке с Киржачским и Петушинским районами Владимирской области, на юге и юго-востоке — с Орехово-Зуевским, на западе — с Ногинским и юго-западе — с Раменским районами Московской области.

## История
Павлово-Посадский район был образован 12 июля 1929 года в составе Орехово-Зуевского округа Московской области. В его состав вошли город Павловский Посад, рабочий посёлок Электропередача и следующие сельсоветы:
- из Богородского уезда:
  - из Павлово-Посадской волости: Аверкиевский, Андреевский, Андроновский, Больше-Дворский, Борисовский, Городковский, Даниловский, Игнатовский, Игнатьевский, Казанский, Корневский, Крупинский, Кузнецовский, Малыгинский, Новозагарский, Прокунинский, Рахмановский, Сауровский, Семеновский, Степуринский, Улитинский, Филимоновский
  - из Пригородной волости: Алексеевский, Дальнинский
- из Орехово-Зуевского уезда:
  - из Теренинской волости: Козловский, Назарьевский, Теренинский
  - из Федоровской волости: Ковригинский.

20 февраля 1932 года с. Большие дворы преобразовано в рабочий поселок с оставлением прежнего наименования (Постановление ВЦИК) (Собрание узаконений и распоряжений Рабоче-крестьянского Правительства РСФСР. Отдел 1. № 21 от 13 марта 1932 г. - ст. 109), а Больше-Дворский с/с упразднён.
13 ноября 1931 года в связи с увеличением территории Павловского Посада были упразднены Городковский, Игнатовский, Корневский, Прокунинский и Филимоновский с/с. Тогда же были упразднены Андреевский, Борисовский, Дальнинский, Игнатьевский, Козловский, Сауровский и Семеновский с/с.
17 июля 1939 года были упразднены Крупинский и Назарьевский с/с. 14 сентября 1939 года город Павловский Посад отнесен к категории городов областного подчинения (Указ Президиума Верховного совета РСФСР) (Справочник по административно-территориальному делению Московской области 1929-2004 гг. - стр. 21).
8 марта 1946 года р.п. Электропередача был преобразован в город Электрогорск.
14 июня 1954 года были упразднены Андроновский, Даниловский, Казанский, Ковригинский и Малыгинский с/с.
3 июня 1959 года Павлово-Посадский район был упразднён, а его территория передана Ногинскому району.
13 января 1965 года Павлово-Посадский район был восстановлен. В его состав вошли город Электрогорск, р.п. Большие Дворы, сельсоветы Аверкиевский, Кузнецовский, Новозагарский, Рахмановский, Теренинский и Улитинский.
3 февраля 1994 года сельсоветы были преобразованы в сельские округа.
19 июля 1996 года город Электрогорск получил статус города областного подчинения и был выведен из состава Павлово-Посадского района.
1 февраля 2001 года город Павловский Посад утратил статус города областного подчинения (Закон Московской области от 17 января 2001 года № 12/2001-ОЗ, "Подмосковные известия", № 20, 01.02.2001).
1 февраля 2001 года город Электрогорск утратил статус города областного подчинения (Закон Московской области от 17 января 2001 года № 12/2001-ОЗ, "Подмосковные известия", № 20, 01.02.2001).
18 октября 2002 года был упразднён Теренинский с/о.
26 февраля 2003 года был упразднён Новозагарский с/о.
В ходе проведения муниципальной реформы 25 февраля 2005 года был получен статус муниципального района.
5 апреля 2009 года город районного подчинения Электрогорск Павлово-Посадского района Московской области преобразован в административно-территориальную единицу Московской области - город областного подчинения - город Электрогорск Московской области (Закон Московской области от 27 марта 2009 года № 26/2009-ОЗ, "Ежедневные Новости. Подмосковье", № 64, 04.04.2009).
Законом Московской области от 28 декабря 2016 года муниципальное образование Павлово-Посадский муниципальный район вместе с входившими в его состав 2 городскими и 4 сельскими поселениями было упразднено и к 9 января 2017 года преобразовано путём их объединения в муниципальное образование городской округ Павловский Посад.
14 марта 2017 года населённые пункты упраздненных Аверкиевского, Кузнецовского, Рахмановского и Улитинского сельских поселений, а 29 марта 2017 года рабочий посёлок Большие Дворы были напрямую переподчинены городу Павловский Посад.
Законом Московской области от 7 апреля 2017 года административно-территориальная единица Павлово-Посадский район к 23 апреля 2017 года  была преобразована в город областного подчинения с административной территорией.
К 9 января 2023 года городские округа Павловский Посад и Электрогорск были упразднены и преобразованы путём их объединения в новое муниципальное образование Павлово-Посадский городской округ.

## Население
| 1931     | 1939    | 1970    | 1979    | 1989    | 2002     | 2006    |
| -------- | ------- | ------- | ------- | ------- | -------- | ------- |
| 69 937   | ↗92 007 | ↘38 655 | ↗39 639 | ↗40 173 | ↗102 311 | ↘85 833 |
| 2009     | 2010    | 2011    | 2012    | 2013    | 2014     | 2015    |
| ↗102 072 | ↘83 520 | ↗84 388 | →84 388 | ↗85 166 | ↗85 879  | ↗86 046 |
| 2016     | 2017    |         |         |         |          |         |
| ↘85 655  | ↘85 218 |         |         |         |          |         |

### Урбанизация
Городское население (город Павловский Посад и рабочий посёлок Большие Дворы) составляло 83,4 % от всего населения района по состоянию на начало 2017 года.

## Муниципально-территориальное устройство
Город Электрогорск, который был окружён территорией района, не входил в его состав с 2009 года и являлся отдельной административной единицей ― городом областного подчинения.
С 2009 года до 2017 гг. в Павлово-Посадский муниципальный район входили два городских и четыре сельских поселения:
| №        | Муниципальное образование | Административный центр        | Количество населённых пунктов | Население | Площадь, км2 |
| -------- | ------------------------- | ----------------------------- | ----------------------------- | --------- | ------------ |
| 1e-06    | Городское поселение:      |                               |                               |           |              |
| 1        | Большие Дворы             | рабочий посёлок Большие Дворы | 1                             | ↘5771     | 10,02        |
| 2        | Павловский Посад          | город Павловский Посад        | 1                             | ↗65 297   | 43,20        |
| 2.000002 | Сельское поселение:       |                               |                               |           |              |
| 3        | Аверкиевское              | деревня Алфёрово              | 20                            | ↘3044     | 188,40       |
| 4        | Кузнецовское              | деревня Кузнецы               | 11                            | ↘2767     | 170,28       |
| 5        | Рахмановское              | село Рахманово                | 11                            | ↘4035     | 73,94        |
| 6        | Улитинское                | деревня Евсеево               | 16                            | ↘4976     | 80,50        |

К 9 января 2017 года все поселения упразднены с преобразованием муниципального района в городской округ.

## Населённые пункты
На момент упразднения в 2017 году в район входили 60 населённых пунктов, в том числе два городских — город и рабочий посёлок — и 58 сельских (из них 2 посёлка, 2 села и 54 деревни)
| №  | Населённый пункт          | Тип             | Население | Бывшее муниципальное образование     |
| -- | ------------------------- | --------------- | --------- | ------------------------------------ |
| 1  | Аверкиево                 | деревня         | ↘41       | сельское поселение Аверкиевское      |
| 2  | Аверкиевского лесничества | посёлок         | ↘35       | сельское поселение Аверкиевское      |
| 3  | Алексеево                 | деревня         | ↗117      | сельское поселение Кузнецовское      |
| 4  | Алфёрово                  | деревня         | ↘916      | сельское поселение Аверкиевское      |
| 5  | Андреево                  | деревня         | ↘232      | сельское поселение Аверкиевское      |
| 6  | Большие Дворы             | рабочий посёлок | ↘5771     | городское поселение Большие Дворы    |
| 7  | Борисово                  | деревня         | ↗87       | сельское поселение Кузнецовское      |
| 8  | Бразуново                 | деревня         | ↘29       | сельское поселение Аверкиевское      |
| 9  | Бывалино                  | деревня         | ↗64       | сельское поселение Улитинское        |
| 10 | Быково                    | деревня         | ↗108      | сельское поселение Рахмановское      |
| 11 | Васютино                  | деревня         | ↗447      | сельское поселение Кузнецовское      |
| 12 | Власово                   | деревня         | ↘28       | сельское поселение Аверкиевское      |
| 13 | Гаврино                   | деревня         | ↘110      | сельское поселение Кузнецовское      |
| 14 | Гора                      | деревня         | ↗139      | сельское поселение Улитинское        |
| 15 | Грибанино                 | деревня         | ↗79       | сельское поселение Кузнецовское      |
| 16 | Грибаново                 | деревня         | ↗171      | сельское поселение Рахмановское      |
| 17 | Дальняя                   | деревня         | ↗161      | сельское поселение Кузнецовское      |
| 18 | Данилово                  | деревня         | ↘202      | сельское поселение Аверкиевское      |
| 19 | Демидово                  | деревня         | ↗112      | сельское поселение Улитинское        |
| 20 | Дергаево                  | деревня         | ↗26       | сельское поселение Аверкиевское      |
| 21 | Дмитрово                  | деревня         | ↗115      | сельское поселение Рахмановское      |
| 22 | Евсеево                   | деревня         | ↘1735     | сельское поселение Улитинское        |
| 23 | Ефимово                   | деревня         | ↗589      | сельское поселение Улитинское        |
| 24 | Заозерье                  | деревня         | ↘77       | сельское поселение Кузнецовское      |
| 25 | Игнатово                  | деревня         | ↗49       | сельское поселение Рахмановское      |
| 26 | Казанское                 | село            | ↗375      | сельское поселение Рахмановское      |
| 27 | Ковригино                 | деревня         | ↘407      | сельское поселение Улитинское        |
| 28 | Козлово                   | деревня         | ↗93       | сельское поселение Улитинское        |
| 29 | Криулино                  | деревня         | ↗58       | сельское поселение Рахмановское      |
| 30 | Крупино                   | деревня         | ↘673      | сельское поселение Аверкиевское      |
| 31 | Кузнецы                   | деревня         | ↗1318     | сельское поселение Кузнецовское      |
| 32 | Курово                    | деревня         | ↘169      | сельское поселение Улитинское        |
| 33 | Лёвкино                   | деревня         | ↘40       | сельское поселение Аверкиевское      |
| 34 | Логиново                  | деревня         | ↗332      | сельское поселение Улитинское        |
| 35 | Малыгино                  | деревня         | ↘8        | сельское поселение Аверкиевское      |
| 36 | Мехлесхоза                | посёлок         | #Н/Д      | сельское поселение Улитинское        |
| 37 | Митино                    | деревня         | ↘39       | сельское поселение Аверкиевское      |
| 38 | Михалёво                  | деревня         | →39       | сельское поселение Кузнецовское      |
| 39 | Назарьево                 | деревня         | ↗208      | сельское поселение Улитинское        |
| 40 | Новозагарье               | деревня         | ↘251      | сельское поселение Аверкиевское      |
| 41 | Носырёво                  | деревня         | ↘37       | сельское поселение Кузнецовское      |
| 42 | Павловский Посад          | город           | ↗65 297   | городское поселение Павловский Посад |
| 43 | Перхурово                 | деревня         | ↘51       | сельское поселение Аверкиевское      |
| 44 | Пестово                   | деревня         | ↘28       | сельское поселение Аверкиевское      |
| 45 | Рахманово                 | село            | ↘2577     | сельское поселение Рахмановское      |
| 46 | Саурово                   | деревня         | ↗193      | сельское поселение Улитинское        |
| 47 | Семёново                  | деревня         | ↘101      | сельское поселение Аверкиевское      |
| 48 | Сонино                    | деревня         | ↗134      | сельское поселение Рахмановское      |
| 49 | Стремянниково             | деревня         | ↗85       | сельское поселение Улитинское        |
| 50 | Субботино                 | деревня         | ↗57       | сельское поселение Рахмановское      |
| 51 | Сумино                    | деревня         | →28       | сельское поселение Аверкиевское      |
| 52 | Тарасово                  | деревня         | ↘326      | сельское поселение Кузнецовское      |
| 53 | Теренино                  | деревня         | ↗230      | сельское поселение Улитинское        |
| 54 | Улитино                   | деревня         | ↗338      | сельское поселение Улитинское        |
| 55 | Фатеево                   | деревня         | ↗223      | сельское поселение Рахмановское      |
| 56 | Фомино                    | деревня         | ↗141      | сельское поселение Рахмановское      |
| 57 | Часовня                   | деревня         | ↘13       | сельское поселение Аверкиевское      |
| 58 | Чисто-Перхурово           | деревня         | ↘204      | сельское поселение Аверкиевское      |
| 59 | Шебаново                  | деревня         | ↘140      | сельское поселение Аверкиевское      |
| 60 | Щекутово                  | деревня         | ↘188      | сельское поселение Улитинское        |

## Общая карта
Легенда карты:
|  | Более 60 000 жителей  |
|  | 2 000 — 5 000 жителей |
|  | 1 000 — 2 000 жителей |
|  | 5 000 — 1 000 жителей |
|  | 200 — 500 жителей     |

## Достопримечательности
- Храм св. великомученика Никиты в дер. Бывалино
- Покровско-Васильевский монастырь
- Вознесенский храм на Городке
- Барский пруд
- Церковь недалеко от д. Часовня

## Известные люди
- Степанов Михаил Иудович (21 февраля 1920 — 13 июля 1952 — уроженец дер. Андреево Павлово-Посадского района Московской области, участник Великой Отечественной войны, командир 144-го гвардейского штурмового авиационного полка (292-я штурмовая авиационная дивизия, 1-й штурмовой авиационный корпус, 5-я Воздушная армия). Гвардии полковник. Герой Советского Союза.

Вячесла́в Васи́льевич Ти́хонов (8 февраля 1928, Павловский Посад — 4 декабря 2009, Москва) — советский и российский актёр. Герой Социалистического Труда (1982). Народный артист СССР (1974). Лауреат Ленинской премии (1980) и Государственной премии СССР (1970).
Валерий Федорович Быковский (2 августа 1934, Павловский Посад, Московская область, РСФСР, СССР — 27 марта 2019, Леониха) - летчик-космонавт СССР №5

## Раскопки
8 августа 2018 года Члены экспедиции Института археологии Российской академии наук  из Подмосковья обнаружили клад начала XVII века. Во время охранных раскопок перед строительством автотрассы в Павлово-Посадском районе области был найден керамический сосуд с 623 серебряными монетами времен царствований Ивана Грозного и Бориса Годунова.